# Juncus minutulus
Juncus minutulus — вид квіткових рослин родини ситникових (Juncaceae). Ареал: Європа й Азія (Албанія, Австрія, Білорусь, Бельгія, Чехія, Данія, Естонія, Фінляндія, Франція, Німеччина, Греція (зокрема Крит), Угорщина, Іран, Італія (зокрема Сицилія), Латвія, Литва, Нідерланди, Норвегія, Польща, Португалія, Росія, Іспанія, Швеція, Швейцарія, Туреччина (зокрема, європейська)).

## Екологія
Цей вид зустрічається на відкритих вологих або тимчасово вологих ґрунтах, піщаних полях і мулистих рівнинах.

## Біоморфологічна характеристика
Однорічна рослина 0.5–6(17) см. Стебла 0.2–3(9) см × ≈ 0.3 мм. Листки розташовані біля основи і вздовж стебла, іноді прикореневі без пластинки, зазвичай зеленуваті або жовтуваті, іноді червонуваті; пластинка 0.5–4 см × 0.3–0.6 мм, плоска або злегка закручена по краях, нижні приквітки до 2 см. Тичинок 3(6). Плід 2.5–3 мм, яйцюватої або еліпсоїдної форми, гострий або тупуватий, зелений або бурий, блискучий. Насіння 0.3–0.4 мм, жовтувате або іржаве. 2n = 70–75.